# Finslerhaus

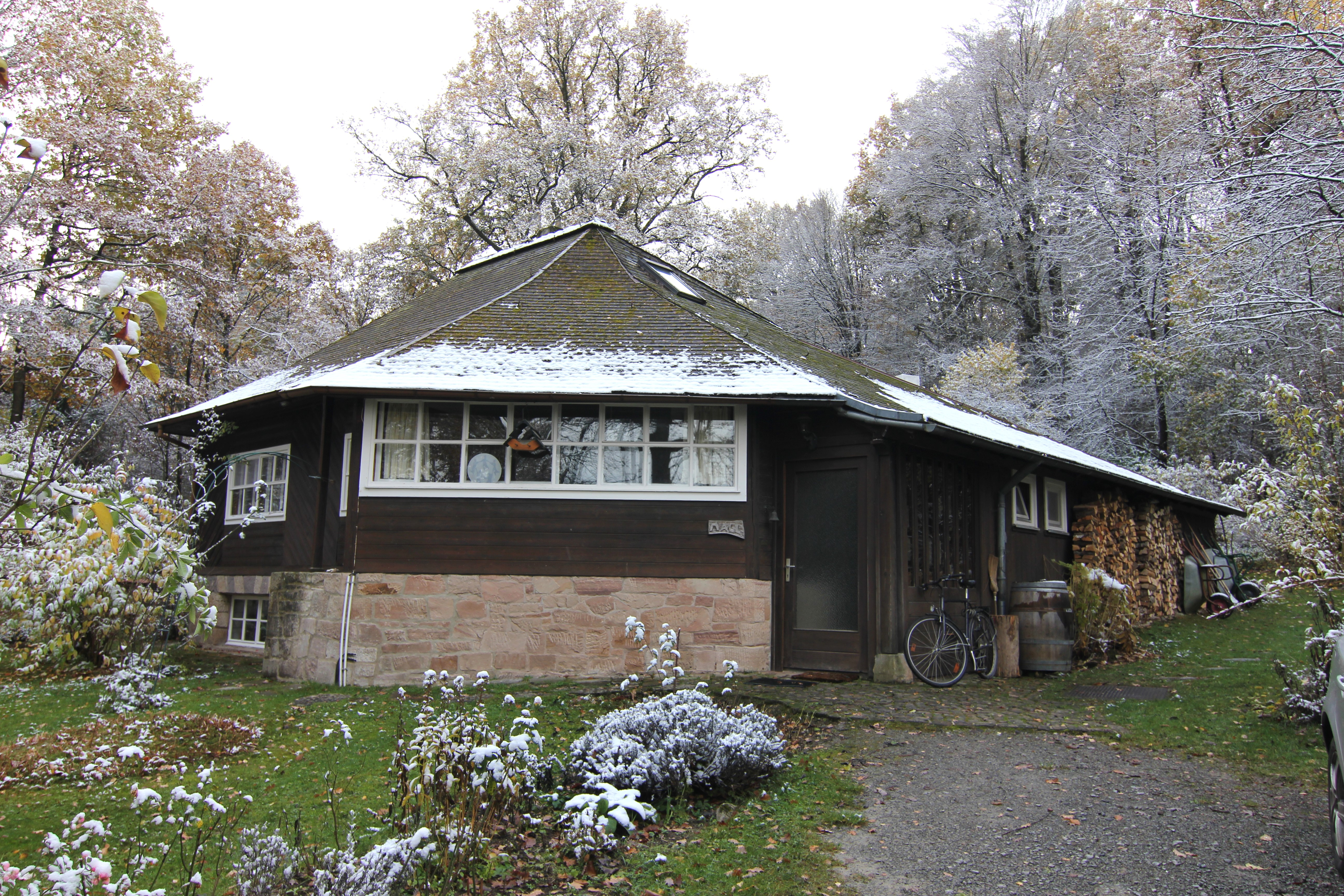
Finslerhaus, Eingangsseite 2022

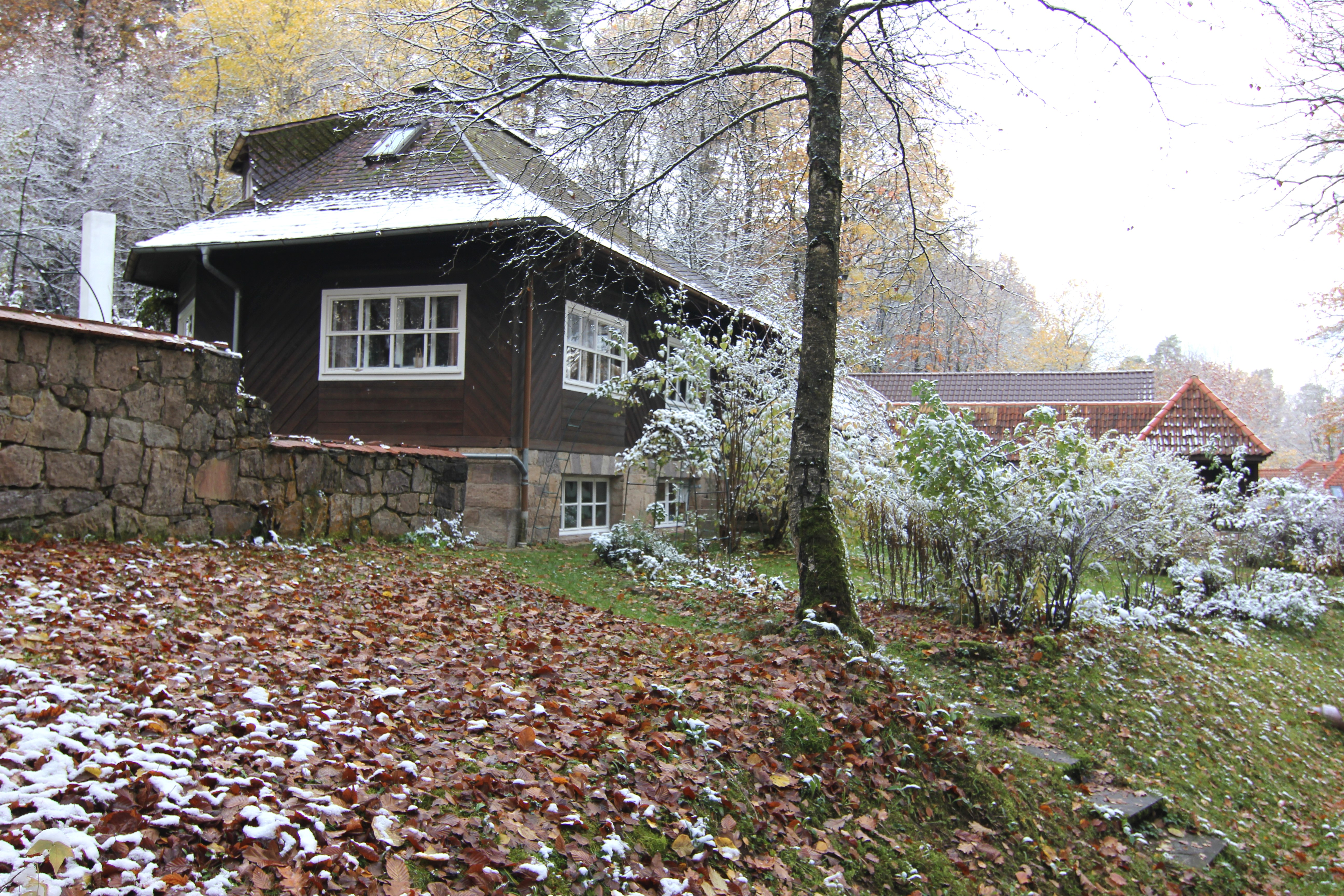
Finslerhaus, Südansicht 2022

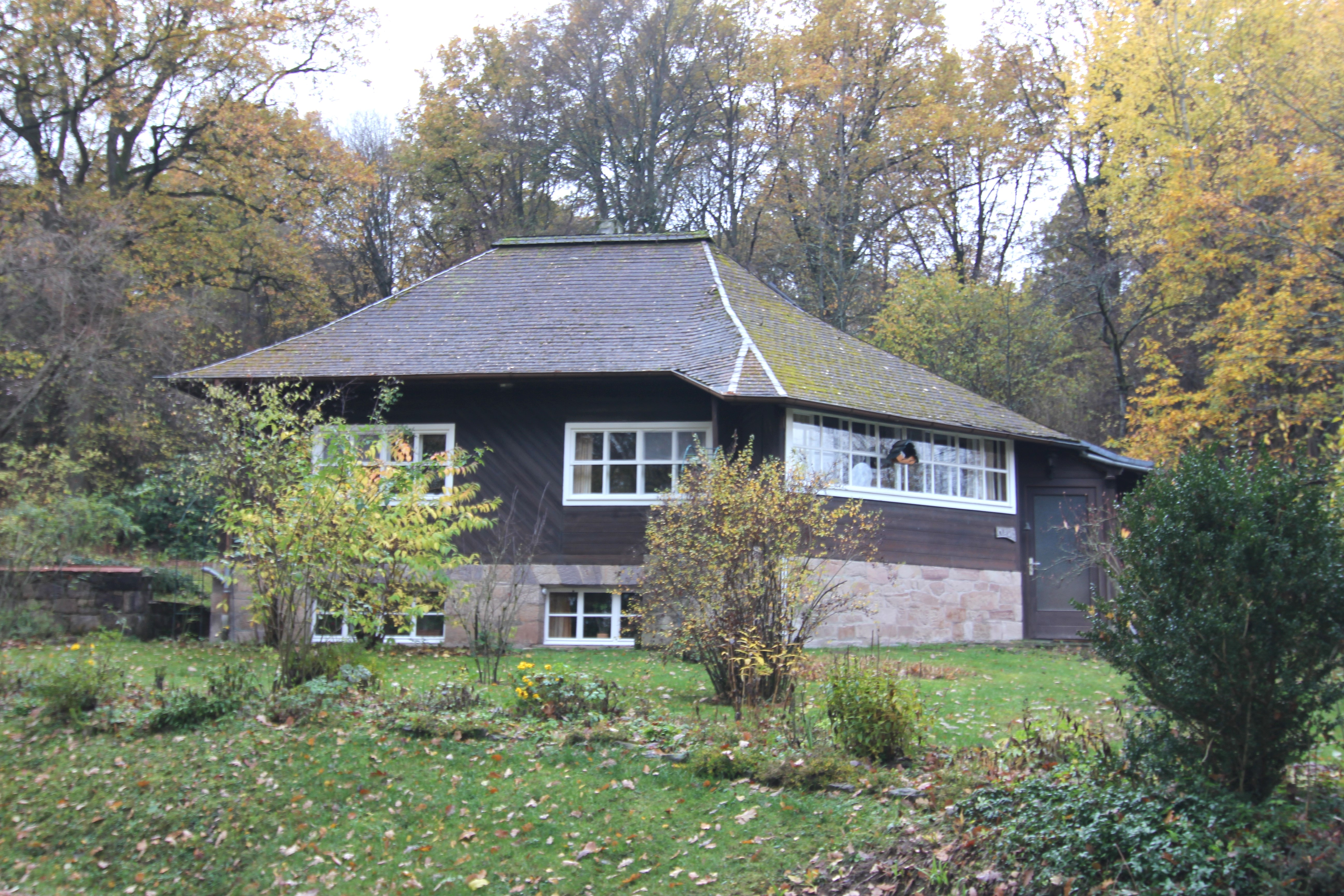
Finslerhaus, Ostansicht 2022

Das Finslerhaus in der Siedlung Loheland bei Fulda ist ein hessisches Kulturdenkmal im Bereich der Gesamtanlage Loheland. Es gehört zu den Wohngebäuden der Zwischenkriegszeit und wurde im Jahr 1931 als Holzbau errichtet.

## Lage
Das Gebäude steht in der Gemeinde Künzell bei Fulda. Die Streusiedlung Loheland liegt auf dem Gemarkungen der Ortsteile Dirlos und Pilgerzell. Das Finslerhaus liegt auf einer Anhöhe neben der Waggonia in der Nähe des Rundbaus und des Franziskusbaus.

## Geschichte und Beschreibung
Das Wohnhaus wurde 1931 für die Mitarbeiterin Aenne Finsler und ihre Familie errichtet. Es wurde über einem polygonen Grundriss als Holzhaus mit Hausteinsockel konstruiert. Das flache Dach ist mehrfach gefaltet. Die Fassade verfügt über liegende Atelierfenster mit gereihter, gleichmäßiger Sprossenteilung. Die Holzschalung der Brüstungen verläuft horizontal während die Gebäudeflächen mit einer Diagonalschalung betont werden. Für den Entwurf zeichnet das Architekturbüro von Walther Baedeker verantwortlich.
Das Gebäude ist ein Kulturdenkmal gemäß § 2.1 Hessisches Denkmalschutzgesetz innerhalb der Gesamtanlage Loheland gemäß § 2.2.1 Hessischen Denkmalschutzgesetz.